# 梅克內斯-塔菲拉勒特大區
梅克內斯-塔菲拉勒特大區（阿拉伯语：‎、柏柏爾語：Amknas-Tafilalt）是摩洛哥東部曾经的一個大區，東鄰阿爾及利亞。面積79,210平方公里。2004年人口2,141,527人。首府梅克內斯。
下轄兩市四省。